# Гайленд-Гіллс (Огайо)
Гайленд-Гіллс (англ. Highland Hills) — селище (англ. village) в США, в окрузі Каягога штату Огайо. Населення — 662 особи (2020).

## Географія
Гайленд-Гіллс розташований за координатами 41°27′1″ пн. ш. 81°31′7″ зх. д. / 41.45028° пн. ш. 81.51861° зх. д. (41.450217, -81.518721).  За даними Бюро перепису населення США в 2010 році селище мало площу 5,09 км², з яких 5,07 км² — суходіл та 0,02 км² — водойми.

## Демографія
Згідно з переписом 2010 року, у селищі мешкало 1130 осіб у 268 домогосподарствах у складі 115 родин. Густота населення становила 222 особи/км².  Було 315 помешкань (62/км²).
Расовий склад населення:
| - 74,4 % — чорних або афроамериканців - 23,5 % — білих - 0,3 % — азіатів - 0,1 % — корінних американців |

До двох чи більше рас належало 1,5 %. Частка іспаномовних становила 2,7 % від усіх жителів.
За віковим діапазоном населення розподілялося таким чином: 23,1 % — особи молодші 18 років, 62,1 % — особи у віці 18—64 років, 14,8 % — особи у віці 65 років та старші. Медіана віку мешканця становила 33,0 року. На 100 осіб жіночої статі у селищі припадало 206,2 чоловіків;  на 100 жінок у віці від 18 років та старших — 154,8 чоловіків також старших 18 років.
Середній дохід на одне домашнє господарство  становив 38 425 доларів США (медіана — 23 125), а середній дохід на одну сім'ю — 63 828 доларів (медіана — 51 250). Медіана доходів становила 21 250 доларів для чоловіків та 32 292 долари для жінок. За межею бідності перебувало 36,3 % осіб, у тому числі 44,2 % дітей у віці до 18 років та 22,5 % осіб у віці 65 років та старших.
Цивільне працевлаштоване населення становило 193 особи. Основні галузі зайнятості: роздрібна торгівля — 28,0 %, освіта, охорона здоров'я та соціальна допомога — 23,3 %, виробництво — 17,1 %.